# Hans Leip
Hans Leip, född 22 september 1893 i Hamburg, Tyskland, död 6 juni 1983 i Fruthwilen, Schweiz, var en tysk författare. Hans berömmelse i litteraturhistorien består i att han 1915 skrev en kärleksdikt som tonsattes 1938 under namnet Lili Marleen.